# テーラー
テーラーあるいはテイラー（英語: tailor）とは、衣服、特に男性用の洋服を作ったり直すことを職業としている人である。仕立て屋（したてや）とも。

## 概要
オックスフォード英語辞典によると、この用語の使用は13世紀にさかのぼる。1244年、ボローニャの仕立て屋のギルドのメンバーらは、仕立て屋の仕事をする者は誰でもギルドに加入することを義務づける規則を定めた。
イングランドでは1563年頃に制定された職人法により、仕立て屋の職業は、通常7年間の徒弟期間を経てからしか従事できない職業のひとつとなった。
1857年のロンドンには23,517人のテーラーがいた。
典型的な仕立て屋の店には、職長、主任職人、数人の熟練職人、および徒弟がいた。徒弟は親が手数料を払い子供を職長に預けてなるもので、若いころから訓練を受け始め、掃除、使い走りの仕事、アイロンを温めるための火の管理、生地の検査などの単純な作業を行った。
ロンドンの中でも特にサヴィル・ロウでは仕立て屋が1731年から1735年ころにかけて開業し、高級なテーラー・ハウスが集中する地区となり、2025年現在では21軒以上のテーラー・ハウスが建ち並んでいる。

## ギャラリー
- 1944年のサヴィル・ロウのテーラー・ハウス店内のテーラー
- 各パーツのアイロンがけ（サヴィル・ロウにて）
- テーラーによる手縫いの作業（サヴィル・ロウにて）